# 局域增强系统

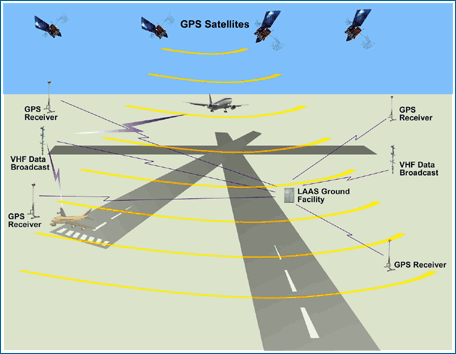
局部定位系统结构。

局域增强系统（Local Area Augmentation System，简称LAAS）是一种能够在局部区域内提供高精度GPS定位的一种定位增强系统。其原理与广域增强系统（WAAS）类似，只是用地面的基准站代替了WAAS中的地球同步卫星，通过这些基准站向用户发送测距信号和差分改正信息。因此这些基准站被称为地基伪卫星。LAAS系统能够在局部地区提供比WAAS精度更高的定位信号，因此用于机场导航，可以使飞机仅仅利用GPS就可以安全着陆。

## 参看
- 全球定位系统（GPS）
- 差分全球定位系统（DGPS）
- 广域增强系统（WAAS）